# Col·legi de Santa Teresa (Palafrugell)
El Col·legi de Santa Teresa és un edifici del municipi de Palafrugell (Baix Empordà) inclòs en l'Inventari del Patrimoni Arquitectònic de Catalunya.

## Descripció
És un edifici de grans proporcions, de planta baixa i dos pisos. Té la façana simètrica i presenta, a la planta baixa, la porta d'accés centrada, d'arc de mig punt amb pilastres estriades d'inspiració clàssica als costats i la data del 1867 amb les inicials M.S. a la part superior de l'arc; a banda i banda hi ha una finestra allindanada rectangular. El primer pis és ocupat per tres balcons rectangulars, el del centre modificat (actualment ampitador), i sostinguts els laterals per mènsules decorades. Al segon pis hi ha tres balcons del mateix tipus. El coronament és amb cornisa llisa, producte d'una modificació. La coberta és de teula a una vessant, amb un terrat a la part posterior. L'element més remarcable de la façana del carrer de la Caritat són les quatre bandes verticals decorades amb sanefes florals. A la part posterior de l'edifici hi ha un ampli jardí.

## Història
La casa fou construïda el segle xix, segons consta a la inscripció de la porta d'accés, amb la data del 1867. És un edifici que té valor tipològic pel fet de tractar-se d'una mostra d'aquest tipus de cases burgeses bastides a Palafrugell durant la segona meitat del segle xix.